# My Boy Lollipop
My Boy Lollipop (originariamente My Girl Lollypop) è una canzone scritta a metà degli anni '50 da Robert Spencer del gruppo doo-wop The Cadillacs, e solitamente attribuita a Spencer, Morris Levy e Johnny Roberts. Fu registrata per la prima volta nel 1956 dalla cantante americana Barbie Gaye con il titolo "My Boy Lollypop".
Una versione successiva fu registrata dalla cantante giamaicana Millie Small nel 1964, con un ritmo molto simile, divenne un successo internazionale in quel periodo ed è una delle prime canzoni a introdurre la musica ska.
Il brano fu poi ripreso in Francia da Agnès Loti, che lo ripropose tradotto con il titolo "C'est toi mon idole" nel 1964.